# 四鰭縳脂䲁
四鰭縳脂䲁（學名：Haptoclinus dropi），為輻鰭魚綱䲁形目脂䲁科縳脂䲁屬的一個種，該物種以史密森尼學會深海礁觀察計畫（DROP）命名，該物種是在該計畫下發現，分布於中西大西洋猶加敦半島外海海域，深度157至274公尺，本魚體細長，頭部大且尖，無棘或乳突，前鼻孔為長管狀，後鼻孔為無瓣，口大且斜，上下頜均有一排牙齒，齒小且尖，身體無鱗片，身體無側線，體淺灰色，腹側有一橙褐色矩形斑塊，中央有白色橫帶，脊柱內側有8個不規則的橙色斑塊，軀幹上下兩側各有8-9個橙褐色斑點，頭部灰色，密布細小黑點，頸背橙褐色，有數個黃色斑塊，虹膜橙色，內圈淡黃色，眼前及眼下至鰓前有橙色橫帶，背鰭分成4部分，第一背鰭乳黃色，有4個棕色橫帶，第二背鰭半透明，其餘鰭半透明，有2-3排不規則的橙褐色圓形斑點，臀鰭半透明，有2排橙褐色圓形斑點，尾鰭半透明，頂部和底部邊緣有一排圓形、大部分為橙色的斑點，背鰭硬棘16枚、背鰭軟條12枚、臀鰭硬棘2枚、臀鰭軟條19枚，體長可達2.6公分，棲息在岩石底質海床，生活習性不明。